# 鬼怒テクノ通り
鬼怒テクノ通り（きぬテクノどおり）は栃木県真岡市から宇都宮市に至る一般国道408号のバイパスである。
真岡南バイパス、真岡バイパス、真岡北バイパス、真岡宇都宮バイパスで構成される。

## 概要
地域高規格道路の「常総・宇都宮東部連絡道路」を構成する路線のひとつ。一部の区間を除き、自転車を含む軽車両・ミニカー・小型特殊自動車・125cc以下の小型自動二輪車は本線の通行を禁止され、自動車専用道路とほぼ同等の規制である（ただし、真岡南バイパスの区間はこの規制の対象外である）。これらの車両および歩行者は並行する側道を通行しなければならない。また、真岡南バイパスの区間を除き、交差点が立体化された4車線の高架道路となっており、自動車専用道路に近い構造を採る一般道路となっている（ただし、2023年5月末現在、宇都宮市内区間は暫定2車線で供用中）。
2012年（平成24年）3月14日の正午より真岡市下篭谷の井頭公園南陸橋南 - 同市亀山の亀山和田橋南までの区間の最高速度を80 km/hに引き上げたが、これは有料道路以外の道路としては全国的にも珍しく、高規格幹線道路以外の道路としては従来の70 km/hを上回る全国で2例目の措置である（1例目は同県内の国道119号宇都宮北道路。）。併せて、高速道路と同様に荒天時等の規制速度変更に対応するため、80 km/h規制標識には電光方式が採用されている。ただし、（実質的に自動車専用道路とほぼ同等の規制・構造となっているものの）あくまで一般道路であるため、案内標識は緑色ではなく青色である。
交通渋滞が慢性化していた国道408号の渋滞緩和と安全で快適な交通の確保を目的に建設された。また、清原工業団地や真岡工業団地から北関東自動車道真岡ICを通じた物流の効率化が期待される。清原工業団地交差点から北は清原中央通りを経由して宇都宮高根沢バイパスに直結する構造となっている。2023年現在、国道123号と交差する清原工業団地交差点と、栃木県道47号真岡上三川線と交差する真岡IC南交差点で、立体化工事が進められている。

### 路線データ
- 起点：栃木県真岡市寺内
- 終点：栃木県宇都宮市氷室町
- 距離：14.1 km
- 車線：4車線

## 歴史
- 1996年（平成8年）度 : 真岡バイパス事業着手。
- 2001年（平成13年）度 : 真岡北バイパス事業着手。
- 2003年（平成15年）度 : 真岡宇都宮バイパス事業着手。
- 2005年（平成17年）11月18日 : 真岡バイパス（2.1 km）暫定開通。
- 2008年（平成20年）
  - 2月23日 : 真岡北バイパス南側区間（1.8 km）暫定開通。
  - 3月15日 : 北関東自動車道 真岡IC開通。
- 2009年（平成21年）11月30日 : 真岡北バイパス北側区間（1.9 km）開通[6]。
- 2011年（平成23年）3月11日：東日本大震災発生、真岡北バイパスの国道121号 - 真岡IC南交差点間が通行止め（3月17日までに段階的に解除）
- 2012年（平成24年）3月14日：真岡バイパス、真岡北バイパスの最高速度を80km/hに引き上げ。
- 2013年（平成25年）
  - 8月11日 : 真岡宇都宮バイパス（5.2 km）暫定2車線で開通（一部区間で副道を利用した暫定開通）[7]。
  - 12月21日 : 真岡宇都宮バイパスの清南大地高架橋が完成し、同バイパス全線開通[8]。
- 2014年（平成26年）度 : 最後の未開通区間となる真岡南バイパス事業着手[9]。
- 2020年（令和2年）2月28日 : 真岡宇都宮バイパス4車線化[10]。同時に真岡宇都宮バイパス（一部区間を除く）の最高速度を80km/hに引き上げ。
- 2021年（令和3年）3月20日 : 真岡南バイパス（3.1 km）暫定2車線で開通により鬼怒テクノ通りが全線開通[11][12]。
- 2023年（令和5年）2月9日 : 真岡南バイパスの一部区間 (2.1 km) が4車線化[13]。
- 2025年（令和7年）4月24日 : 真岡宇都宮バイパス清原工業団地南ランプ交差点立体部の南進方向のみ暫定開通。また、立体橋の名称を清原立体（仮称）から氷室陸橋に正式決定[14]。

## 交差する道路
自動車専用道路とほぼ同等の規制で運用されている区間は、真岡I.C南交差点付近から清原工業団地交差点までとなっている。
栃木県では2023年12月より、各立体交差の出入口をわかりやすくするためとして、地点名標識（交差点名）の追加・更新をおこなっていくとしている。
- 北より順に記載。交差する道路名は左側が西側、右側が東側。
- 交差する道路は、県道以上の道路および立体交差をするもしくは立体交差をする計画の道路。特記がないものは市町道。
- 立体交差化事業中の立体橋名については交差点名（事業中）で示す。

| 交差する道路など                              | 交差する道路など                              | 交差する場所 | 交差する場所                   | 交差する場所             |
| --------------------------------------------- | --------------------------------------------- | ------------ | ------------------------------ | ------------------------ |
| 清原中央通り さくら・高根沢方面               |                                               |              |                                |                          |
| 宇都宮市街方面 国道123号（水戸街道） 茂木方面 | 宇都宮市街方面 国道123号（水戸街道） 茂木方面 | 宇都宮市     | 氷室陸橋（事業中）             | 清原工業団地南ランプ     |
| 市道みずほの通り                              | -                                             | 宇都宮市     | 清南大地高架橋                 | 上籠谷ランプ             |
| -                                             | 県道276号井頭公園線                           | 真岡市       | 井頭公園陸橋                   | いがしらリゾート西ランプ |
| 下籠谷方面 国道121号 茂木方面                 | 下籠谷方面 国道121号 茂木方面                 | 真岡市       | 井頭公園南陸橋                 | いがしらリゾート南ランプ |
| 県道46号宇都宮真岡線                          | 県道46号宇都宮真岡線                          | 真岡市       | 真岡北陵陸橋                   | 真岡北陵ランプ           |
| 江川                                          | 江川                                          | 真岡市       | 真岡もめん大橋                 | 真岡もめん大橋           |
| 県道193号雀宮真岡線                           | 県道193号雀宮真岡線                           | 真岡市       | 新亀山橋                       | 真岡I.C北ランプ          |
| E50 北関東自動車道                            | E50 北関東自動車道                            | 真岡市       | 真岡IC                         | 真岡IC                   |
|                                               |                                               | 真岡市       | 亀山和田橋                     | （名称なし）             |
| 県道47号真岡上三川線                          | 県道47号真岡上三川線                          | 真岡市       | 真岡IC南立体（仮称）（事業中） | 真岡I.C南                |
| 県道316号真岡筑西線                           | 県道316号真岡筑西線                           | 真岡市       | （名称なし）                   | （名称なし）             |
| 筑西方面 国道294号八木岡バイパス 茂木方面     | 筑西方面 国道294号八木岡バイパス 茂木方面     | 真岡市       | （名称なし）                   | （名称なし）             |

## ギャラリー

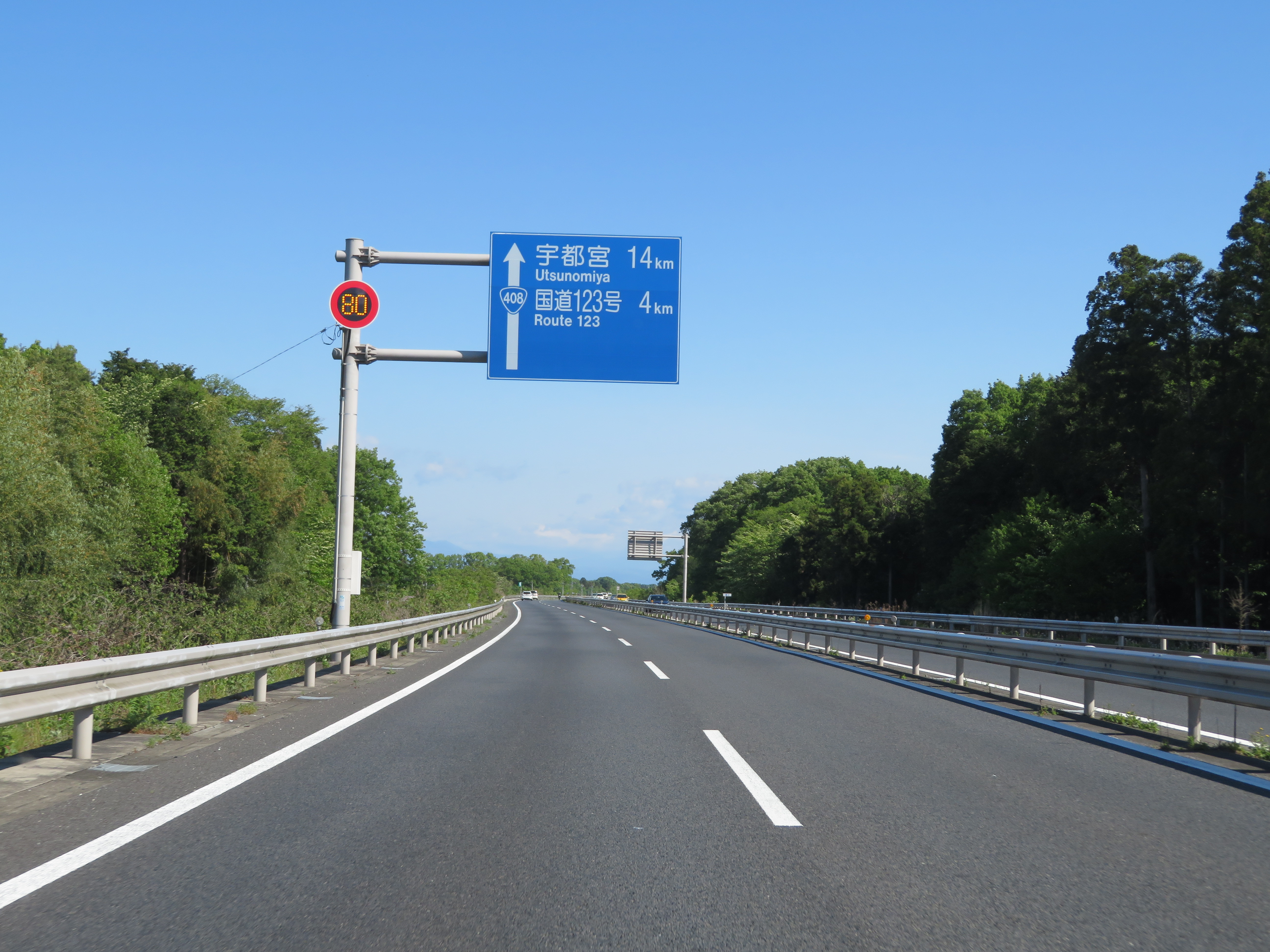
栃木県真岡市下籠谷付近
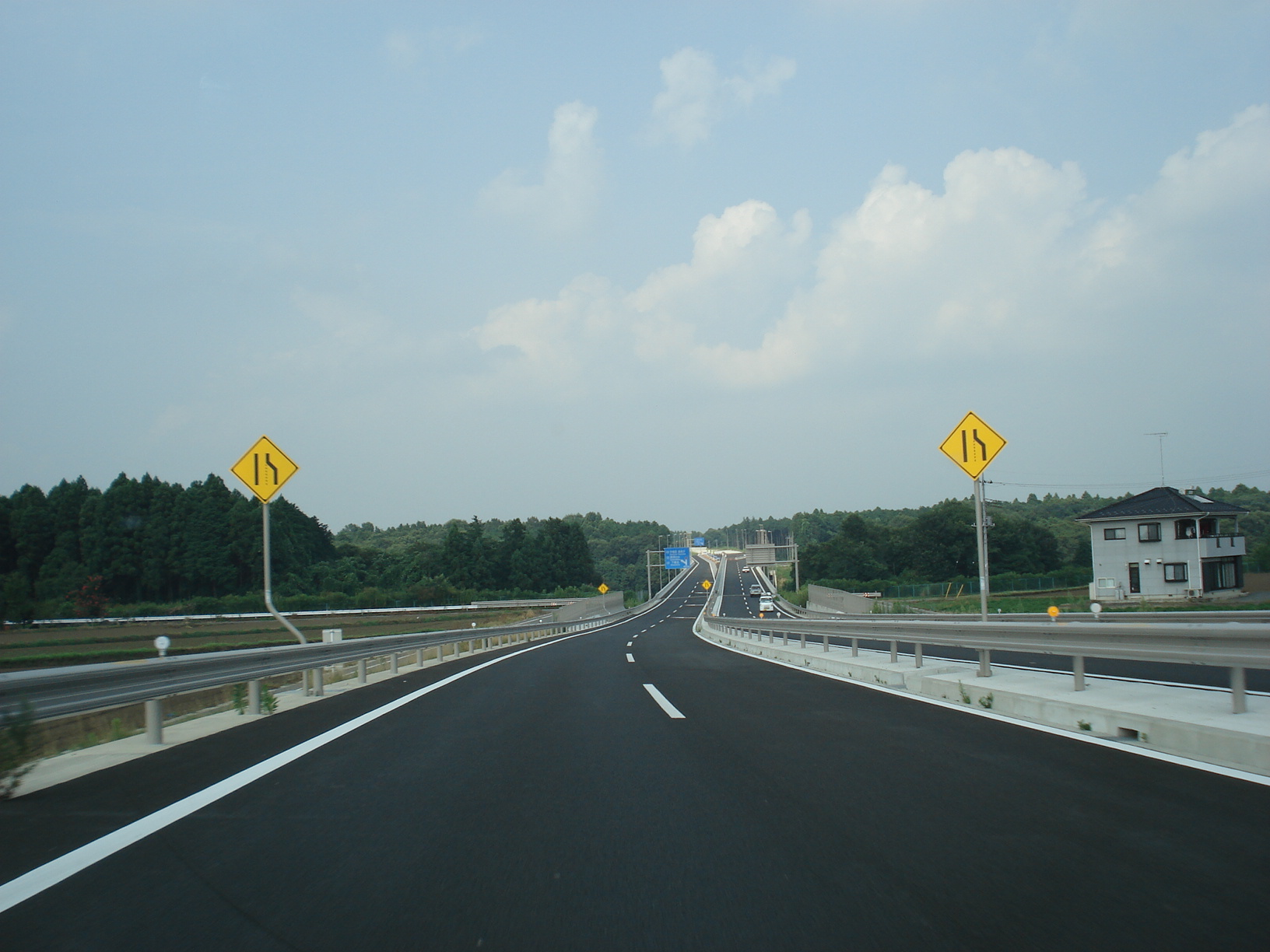
真岡北バイパス、真岡市亀山付近[注釈 7]
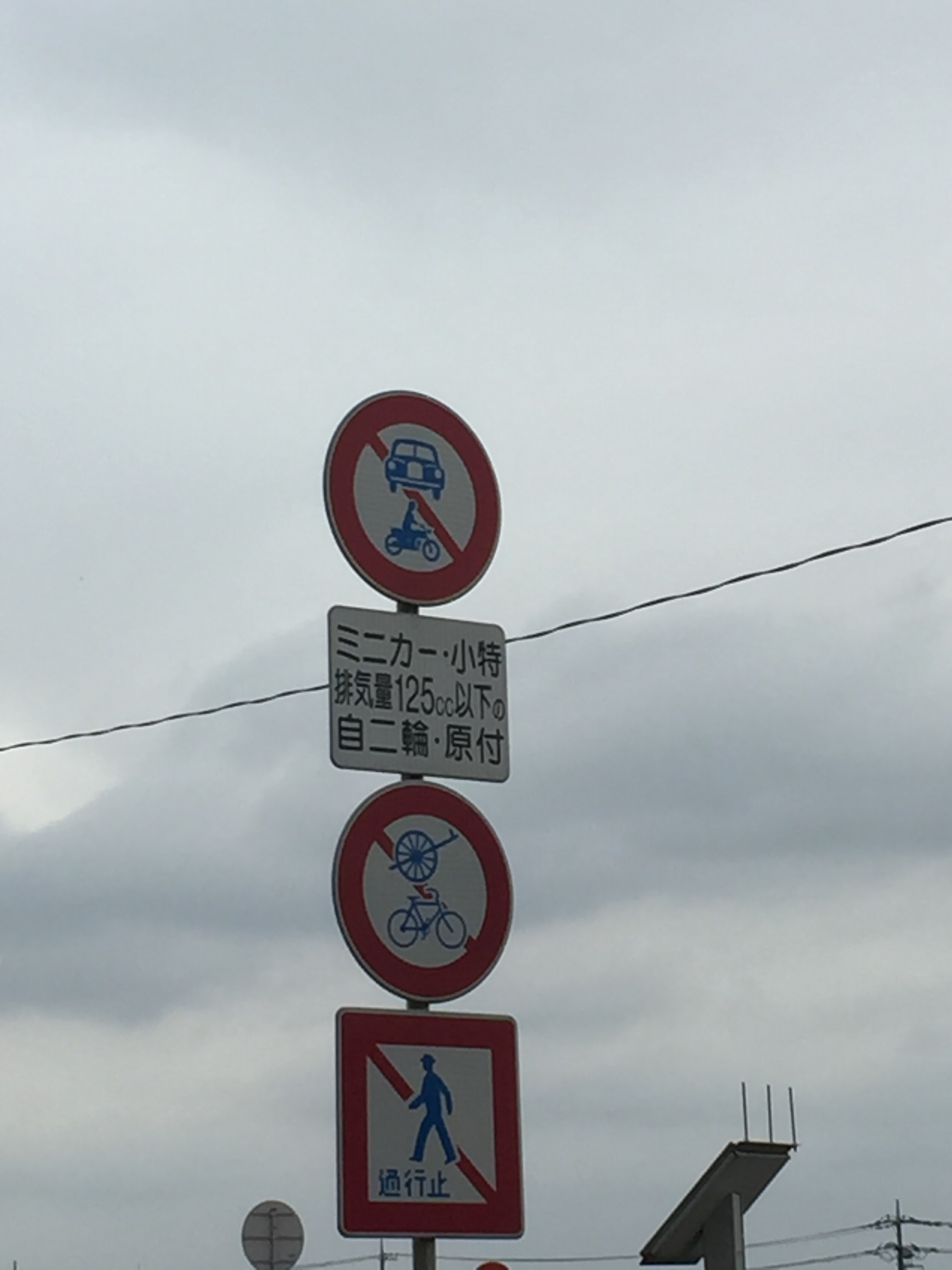
清原工業団地交差点付近の真岡宇都宮バイパス入口 通行止めの標識によって歩行者、自転車・軽車両、ミニカー、小特、125cc以下の自二輪、原付の通行を禁止している。
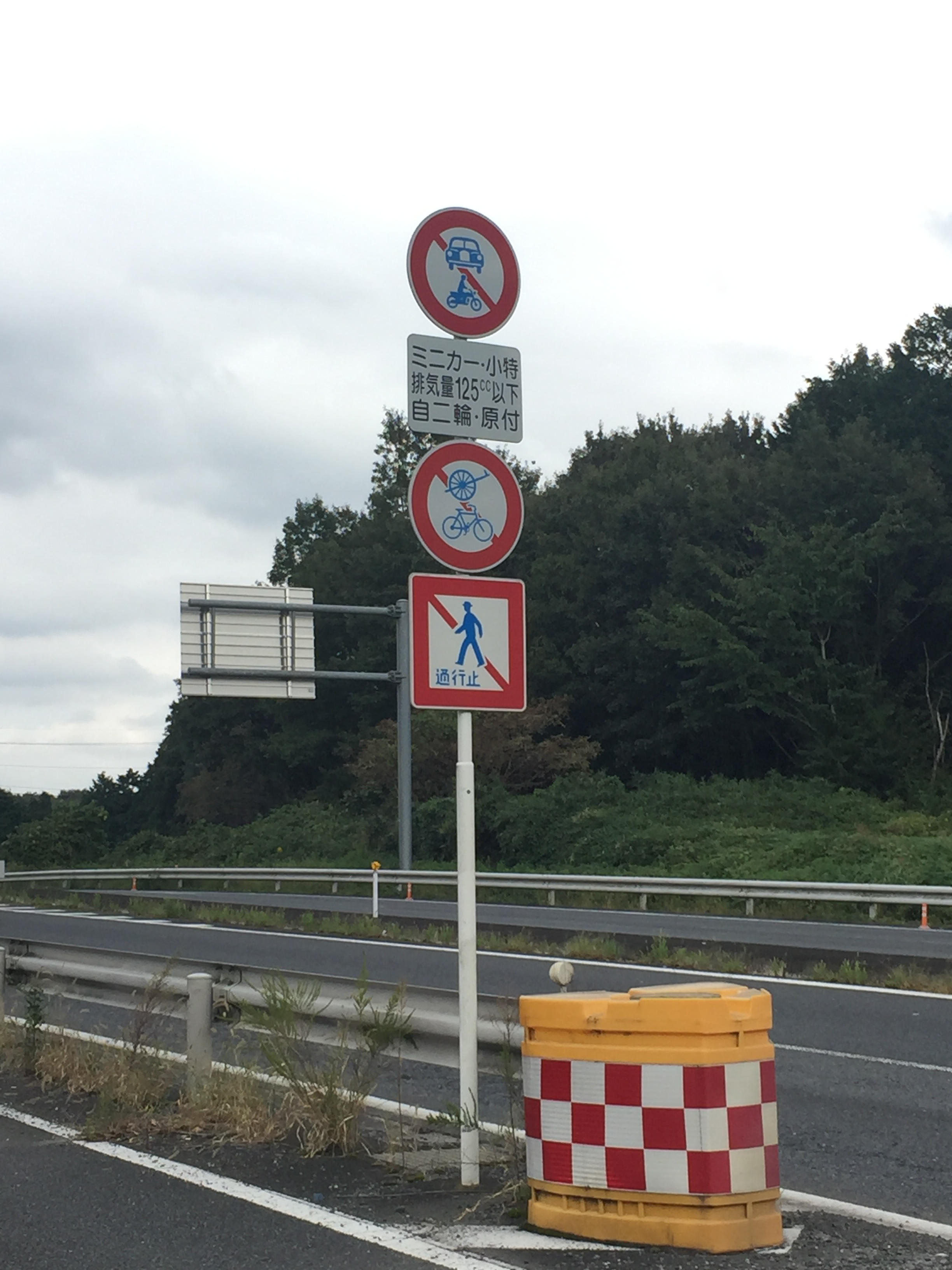
真岡I.C南交差点付近の真岡バイパス入口